# سليمان سفياني
سليمان سفياني لاعب كرة قدم سعودي و يلعب في مركز حارس مرمى و يلعب حالياً مع نادي المزاحمية.
لعب سابقاً مع الشباب ونادي الكوكب والمجزل ونادي الفيصلي ونادي النجوم ونادي الشعلة ونادي الساحل ونادي وج ونادي النهضة ونادي الشرق ونادي عفيف ونادي المزاحمية.

## روابط خارجية
- سليمان سفياني على موقع قاعدة بيانات كرة القدم.إي يو (الإنجليزية)
- سليمان سفياني على موقع Soccerway.com (الإنجليزية)